# Гай Сициний (трибун 449 пр.н.е.)
Гай Сициний (на латински: Gaius Sicinius) e политик на Римската република през 5 век пр.н.е.
Произлиза от плебейския и патрицианския род Сицинии. Роднина е на Луций Сициний Велут Белут, който през 494 пр.н.е. води плебеите на протест на планината Mons Sacer на т.нар. „сецесии на плебеите“ и народен трибун 493 и 491 пр.н.е. Роднина е и на легендарния Луций Сикций Дентат (народен трибун 454 пр.н.е.).
През 449 пр.н.е. Гай Сициний е народен трибун с още девет колеги.